# Yanacocha

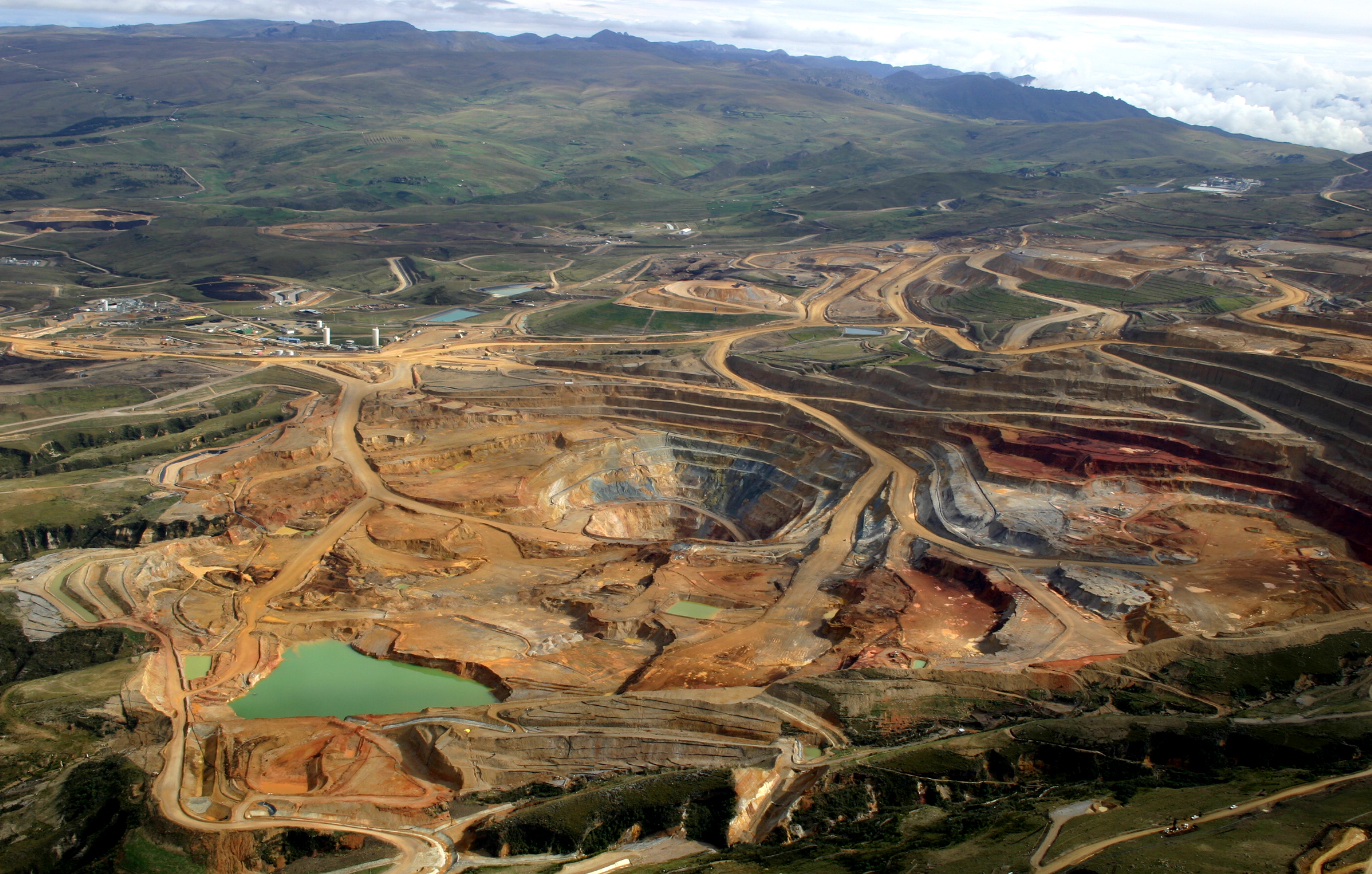
Het bedrijf vanuit de lucht

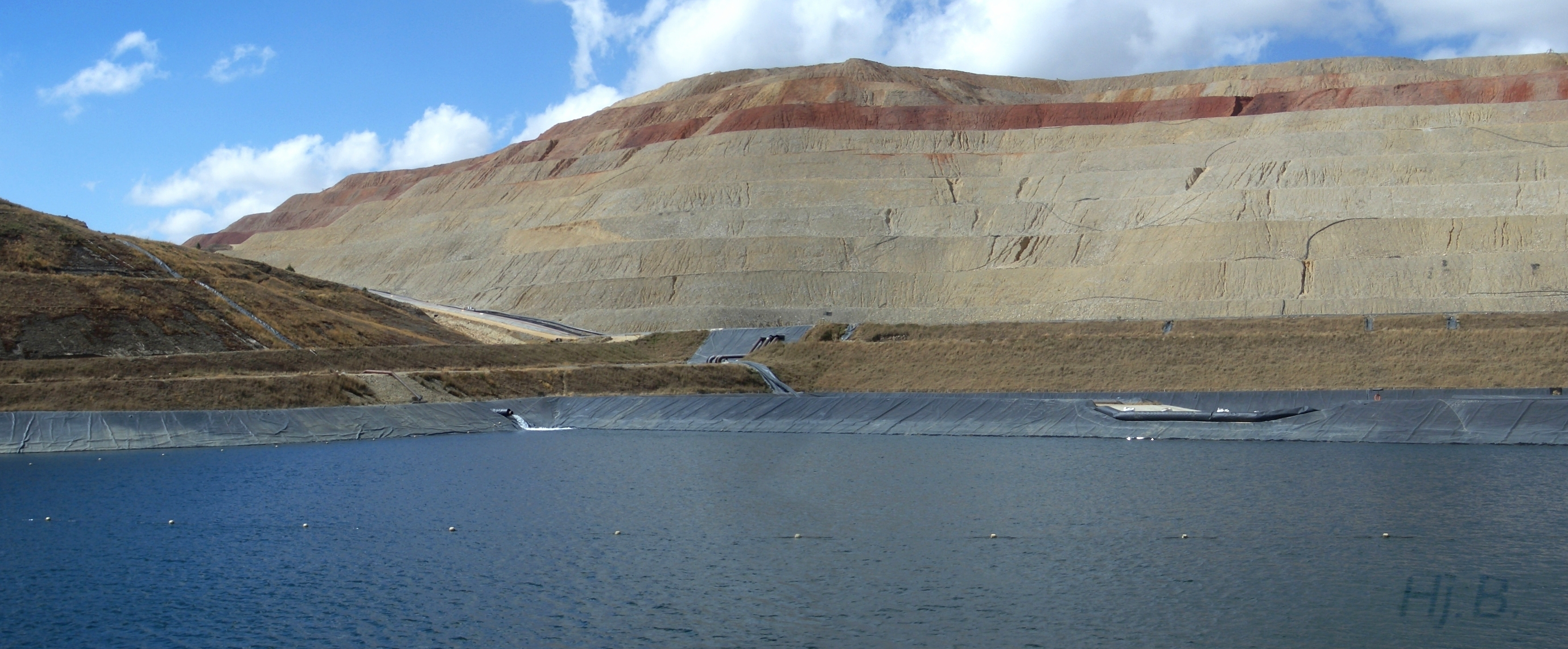
Verzamelbekken voor goudhoudend water van een berghelling met meerdere op elkaar liggende gesteentelagen. Links een oudere helling van voor het natuurherstel.

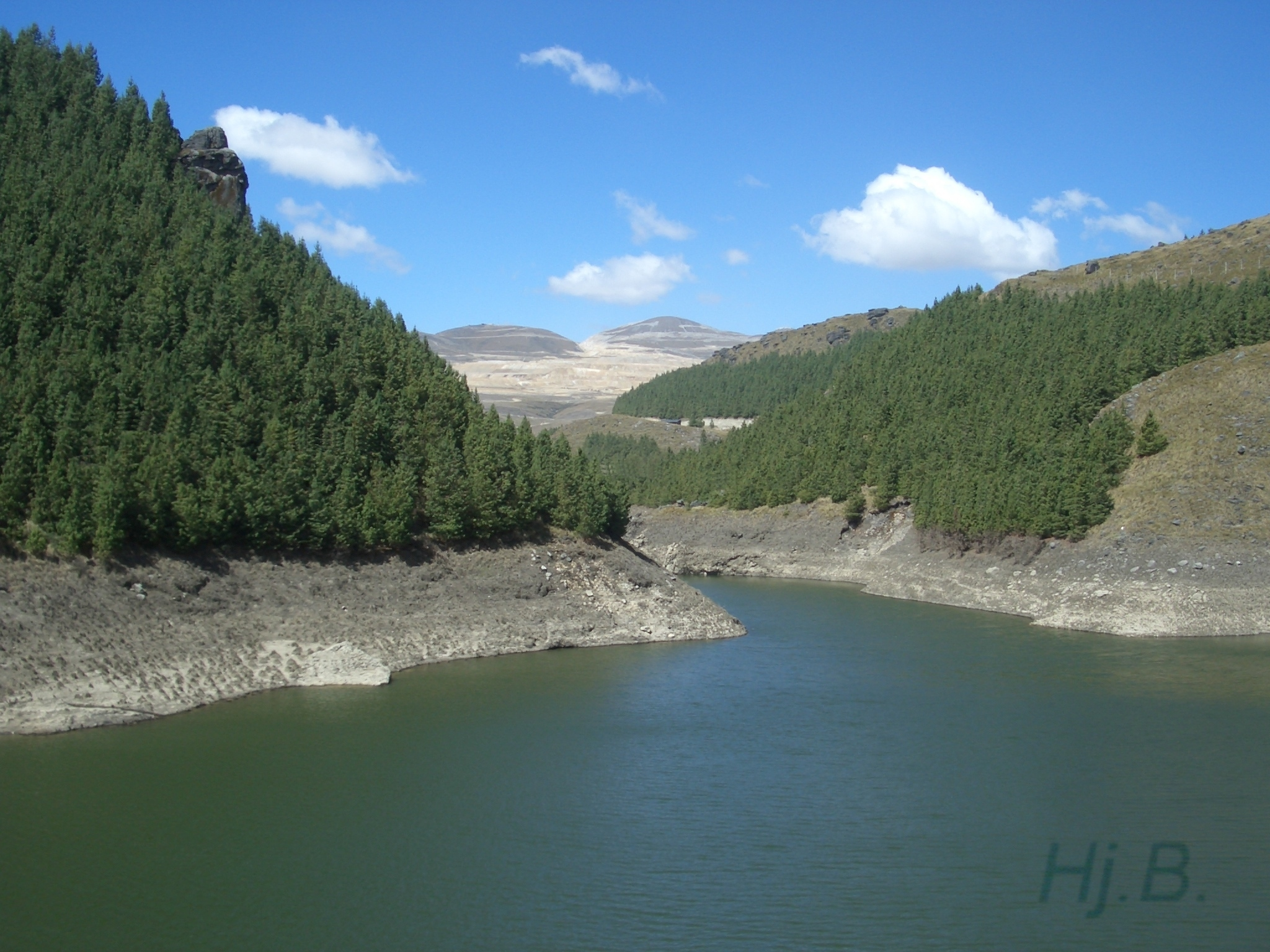
Eerste maatregelen voor natuurherstel (2005).

Yanacocha (Cajamarca Quechua: yana = zwart, donker; qoch'a / quĉa = meer, lagune) is een goudmijn in het Peruaanse departement Cajamarca, niet ver van de stad Cajamarca. Het is de grootste goudmijn van het gehele Amerikaanse continent, en de op een na grootste en meest winstgevende ter wereld.
De 251 km2 dagbouwmijn bevindt zich ongeveer 18 km ten noorden van de stad Cajamarca, op een hoogte van ca. 3500 km tot ca. 4100 km, aan weerszijden van de waterscheiding tussen de oceanen.
De International Finance Corporation (IFC) van Wereldbank heeft leningen tot een totaal van USD 150 miljoen ter beschikking gesteld voor de ontwikkeling, en bezit een aandeel van 5% in Yanacocha. Het bedrijf is onderdeel van Newmont Mining Corporation in Denver (VS), een van de grootste goudmijnbedrijven ter wereld. Een andere grootaandeelhouder is de Peruaanse onderneming Compañía de Minas Buenaventura.

## Het goudwinningsprocedé
Het goudhoudende gesteente wordt opgebaggerd en op waterdichte, langs de helling hangende folie opgehoopt. Uit deze los opeengestapelde lagen wordt het goud door besproeien met natriumcyanidehoudend water (cyanidegehalte 50 ppm) uitgeloogd. De aan de rand van de folie opgevangen goudhoudende vloeistof wordt via buizen en kanalen naar grote verzamelbassins geleid. Hiervandaan gaat het naar fabrieksinstallaties waar langs chemische weg (het Merrill-Crowe-proces) het goud en andere metalen, zoals zilver, kwik, lood enzovoort, eruit wordt neergeslagen. Na het scheiden van de metalen wordt het goud ten slotte tot blokken gegoten voor transport en verdere verwerking.
Het gemiddelde goudgehalte van het gesteente bedraagt 0,9 g per ton. De kosten van de goudwinning bedroegen in 2005 circa USD 120 à 150 per troy ounce (= 31,1 g), afhankelijk van de mijn en het goudgehalte. De eerste blok goud werd in 1993 gegoten; in 2005 was reeds meer dan 100 ton goud geproduceerd, ofwel 3,3 miljoen troy ounce. In 2005 bedroeg de bijdrage aan het totale bruto sociale product van Peru 1,17%.
In 2006 werd de productie van 3,33 miljoen teguggebracht naar 2,61 miljoen troy ounce. In 2007 werd nog maar 1,55 miljoen troy ounce geproduceerd. Of hierbij slechts bedrijfseconomische keuzes van Newmont Mining Company, of daarnaast ook milieuproblemen een rol speelden, is moeilijk te achterhalen.
Volgens een intentieverklaring van de bestuursvoorzitter van Buenaventura, Roque Benavides, wordt voor 2010 naar een productie van 1,5 miljoen troy ounce gestreefd.

## Milieuproblematiek

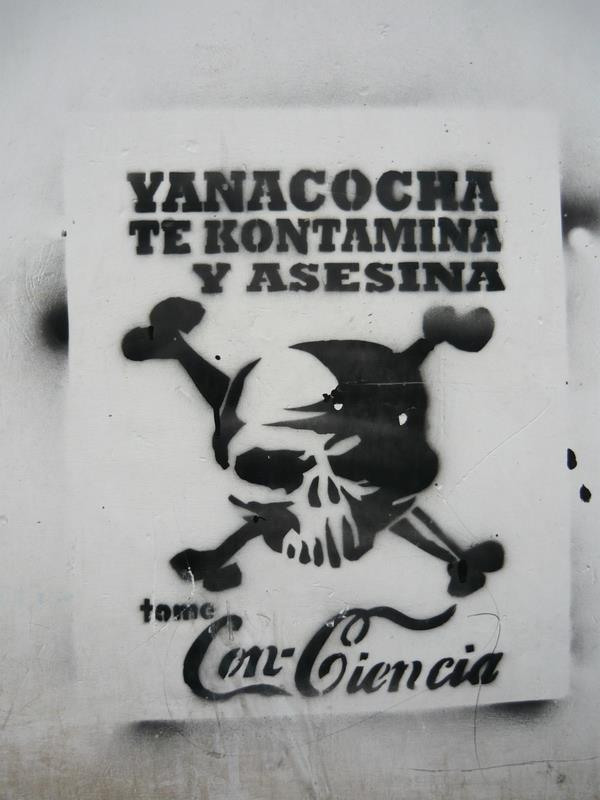
Poster tegen de mijn

Vanwege de veroorzaakte milieuschade was er vanaf het begin af aan reeds kritiek op de mijn. De kritiek nam toe in verband met een geplande uitbreiding van de dagbouw op de berg Quilish, waardoor het oorspronkelijk heldere water van de rivier de Porcón, en daarmee de drinkwatervoorziening van de stad Cajamarca, onbruikbaar zou worden. Bovendien is de mijnbouw een gevaar voor een van de laatste traditionele inheemse Quechuasprekende gemeenschappen in het hoogland van Cajamarca, Porcón.
Na hevige protesten in 2004 verklaarde Newmont dat het voorlopig geen verder exploratieonderzoek zou doen aan de Quilish.
Vanuit het besef dat elke mijn, zelfs de kleinste steengroeve, een aanzienlijke ingreep in de natuur inhoudt, streeft de exploitant ernaar om natuur in de geëxploiteerde gebieden weer te herstellen. Yanacocha slaagt daar echter nauwelijks in. De Yanacochamijn ligt precies op de waterscheiding van de vier belangrijkste rivieren van bovenregionaal belang. Steeds opnieuw zijn er waterverontreinigingen en sterven er talrijke vissen. De bodem- en waterverontreiniging leiden steeds weer tot sociale conflicten, vooral tussen kleine boeren en Yanacocha. Niet zelden leidt dit tot confrontaties waarbij doden vallen. De onderneming probeert door een agressieve mediacampagne en een bewust verkeerd informeren van zowel de lokale bevolking als binnen- en buitenland van zijn slechte reputatie af te komen.
De landbouwer en milieuactiviste Máxima Acuña werd bekend door haar strijd tegen de nieuwe Conga Mine en kreeg hiervoor in 2016 de Goldman Environmental Prize.